# Георгія Лара
Георгія Лара (31 травня 1980) — грецька ватерполістка.
Призерка Олімпійських Ігор 2004 року, учасниця 2008 року.
Чемпіонка світу з водних видів спорту 2011 року.